# VUC Storstrøm
VUC Storstørm er en undervisningsinstitution med hovedsæde i Nykøbing Falster, der tilbyder voksenundervisning på grundskoleniveau (almen voksenuddannelse, AVU) og gymnasialt niveau (højere forberedelseseksamen, HF) samt ordblindeundervisning. VUC Storstrøm har afdelinger i Faxe, Næstved, Vordingborg, Nakskov og Maribo samt hovedafdelingen i Nykøbing Falster. Udannelsesinstitutionen har sammenlagt omkring 4500 studerende.
I 2018 blev en ny bygning til afdelingen i Næstved indviet. Byggeriet var påbegyndt i 2015, og kostede omkring 100 mio. kr.